# Герб Бутенків
Герб Буте́нків затверджений 6 березня 1992 р. рішенням Бутенківської сільської ради.

## Опис герба
У горішній частині перетятого щита в червоному полі лавровий вінок гілками донизу; у долішній — в зеленому полі три мішки пшениці натурального кольору (два над одним).
Вінок — символ із давнього герба міста Кобеляк у знак підпорядкування села, уславлення односельців, що полягли у боротьбі за незалежність; три мішки — знак основної галузі, в якій працюють бутенківці. Щит обрамований декоративним картушем.
Автор — І. Янушкевич. 